# David Mendoza Gómez
David Mendoza Gómez (Cuenca, 22 de noviembre de 1982) es un exjugador profesional de balonmano español que jugaba de pivot. Su último equipo fue el Liberbank Cuenca, en el que se retiró siendo el capitán del mismo.

## Carrera deportiva
David Mendoza, nació en Cuenca el 22 de noviembre de 1982, es jugador de balonmano en la posición de pivote. En la actualidad juega en el BM Ciudad Encantada de la capital conquense.
Su trayectoria deportiva le ha llevado a jugar en las filas del CAI desde el  año 2002 al 2005, en el Academia Octavio del 2005 al 2007 y desde el 2007 hasta la actualidad que lo hace en la plantilla del BM Ciudad Encantada.

## Trayectoria
- CAI Aragón (2002-2005)
- Academia Octavio (2005-2007)
- Ciudad Encantada (2007-2019)